# Margaret Morel
Margaret Morel (sinh ngày 19 tháng 2 năm 1958) là một vận động viên chạy bộ cự ly trung bình người Seychelles. Bà đã thi đấu ở nội dung 800 mét nữ tại Thế vận hội Mùa hè 1980.